# Graceful Runner
『Graceful Runner』（グレースフルランナー）は、A.B.C-Zの12枚目のシングル。2022年6月29日にポニー・キャニオンから発売。

## 解説
表題曲の「Graceful Runner」はデビュー10周年を迎えたA.B.C-Zが歌う、次の10年を担うに相応しい優雅なロックナンバー。2月にリリースされたベストアルバム『BEST OF A.B.C-Z』に収録されている「火花アディクション」に続き、草野華余子が作詞作曲を手掛けている。ベストアルバムの特典として公開されたインタビュー動画「A.B.C-Z 10周年 今、僕たちが思うこと」をもとに歌詞が書き下ろされ、A.B.C-Zの思いが強く反映された楽曲となっている。
制作
ベストアルバムのリリースから1ヶ月経たないうちに草野へ本作の依頼がされた。前作がドラマ主題歌というお題があったのに対し、本作は「草野さんの思う通りで、好きに書いてください」と言われ、「優雅な感じ？」くらいの縛りであったという。
パフォーマンス
「Graceful Runner」の振付はメンバーの五関晃一が担当した。ポニーキャニオンから「今、五関さんが見せたいA.B.C-Zを。踊りたいもの、踊ってみたかったものを全面に出してほしい」と任されたという。本作でデビュー11年目のスタートを切る、という意識から、歌詞にある「スタートライン」を表現している5人横一列に並ぶ動きは曲の最後に入れられている。一方、冒頭の橋本良亮が前に歩き出しながら4人と合流する動きは、A.B.C.に橋本が加入しA.B.C-Zになったことを示している。
プロモーション
2022年5月12日にA.B.C-Z【Z PROJECT】公式Twitterが「#ABCZ_時代を駆け抜ける」というハッシュタグとともにツイートを投稿し、本作のリリースが発表された。5月24日放送のラジオ『A.B.C-Z 今夜はJ's 倶楽部』にて「Graceful Runner」が初OAされた。また、この日の放送では「Graceful Runner」というタイトルからリスナーが歌詞を予想する、というコーナーも放送された。同番組では5月31日放送回で草野華余子をゲストに招いており、制作秘話などが語られている。5月31日22時30分にYouTubeにて「Graceful Runner」のMVが公開された。7月4日放送の『CDTVライブ!ライブ!』ではフルサイズをテレビ初披露している。
6月17日から9月25日にかけてコンサートツアー「A.B.C-Z 10th Anniversary Tour 2022 ABCXYZ」の開催を記念して、公式特設サイトでのオンライン販売キャンペーンが行われ、下記の3形態を同時購入するとスリーブケースが特典として付属した。
リリース
初回限定盤A（CD+DVD）（PCCA-06148）、初回限定盤B（CD+DVD）（PCCA-06149）、通常盤（CDのみ）（PCCA-06150）の3形態でリリース。初回限定盤AのDVDにはミュージックビデオとメイキング映像、初回限定盤BのDVDにはバラエティ企画映像と10周年を迎えるにあたってのインタビュー映像が収められる。

## 収録曲

### CD

#### 通常盤
1. Graceful Runner
作詞・作曲・コーラス[6]：草野華余子、編曲：CHOKKAKU（テレ玉:LIONS CHANNELオープニングテーマ曲）
2. Enamel Slow
作詞・作曲・編曲：ARAKI
  - YouTubeに公開されているリリックビデオのイラストはKANA SUZUKIが手掛けた[15]。
3. Appale
作詞・作曲：戸塚祥太、編曲：CHOKKAKU
  - テレビ熊本『あっぱれ!A.B.C-Z』番組オリジナルソング[16]
4. Graceful Runner -Inst.-
5. Enamel Slow -Inst.-
6. Appale -Inst.-

#### 初回限定盤A
1. Graceful Runner
2. 静かな朝
作詞・作曲：伊沢麻未、編曲：sugarbeans
3. 静かな朝 -Inst.-

#### 初回限定盤B
1. Graceful Runner
2. DANGER-DANGER
作詞：西野蒟蒻、作曲：YCM・佐野仁美、編曲：大久保薫、ギター：JUON[17]
3. DANGER-DANGER -Inst.-

### DVD
初回限定盤A
1. 「Graceful Runner」Music Clip
2. 「Graceful Runner 」Dance Clip
3. Making of 「Graceful Runner」

初回限定盤B
1. A.B.C-Z 10周年手作り企画〜Gracefulなアートワークを仕上げろの巻〜（約51分）
2. A.B.C-Z 10周年 今、僕たちが思うこと（約10分）
  - メンバーの10周年に対する赤裸々なインタビューで、表題曲「Graceful Runner」の元になっている。『BEST OF A.B.C-Z』のストリーミング特典であった。

## 特典
予約購入先着特典
- アナログジャケットサイズクリアポスター（初回限定盤A）
- 8cmシングル型メモ（初回限定盤B）
- マスキングテープ（通常盤）

A.B.C-Z 10th Anniversary Tour 2022 ABCXYZ 開催記念キャンペーン特典
- えびの10周年記念! スペシャル・スリーブケース（初回限定盤A、初回限定盤B、通常盤の3形態同時購入で対象）

封入特典
- 「えびの10周年記念」ジャケット型カード（通常盤初回）

仕様
- えびの10周年記念 紙ジャケ仕様（通常盤）

## チャート成績
2022年7月6日付の週間シングル・セールス・チャート“Billboard JAPAN Top Singles Sales”では、前作『夏と君のうた』の初週記録を上回る32,033枚で2位を獲得した。2022年07月11日付のオリコン週間シングルランキングでも2位にランクインした。